# Gymnázium Elišky Krásnohorské
Gymnázium Elišky Krásnohorské (zkráceně GEKOM z Gymnázium Elišky Krásnohorské Ohradní Michle) je střední škola všeobecného zaměření s budovou v ulici Ohradní, Michle, Praha 4. Svým jménem se hlásí k dívčímu gymnáziu Minerva, založeného roku 1890 Eliškou Krásnohorskou coby první středoevropské gymnázium určené studiu dívek.

## Historie

### V letech 1937–1945
Gymnázium bylo založeno v roce 1937. Škola vznikla rozdělením reálného gymnázia ve Vršovicích. V prvním školním roce (1937–1938) byly zřízeny tři první třídy a škola sídlila v nájmu ve staré školní budově. Již tehdy se uvažovalo o novostavbě v prostoru mezi ulicemi Na Lánech a Na Záhonech (dnes zde stojí základní škola Praha 4, Na Líše), během druhé světové války však problém vyřešen nebyl.
V roce 1946 uvedl tisk, že v tehdejším gymnáziu v Praze XIV (Nusle, Pankrác, Michle a Krč) studovalo 1 300 žáků v provizorních podmínkách. Škola sídlila v nájemním domě, neměla tělocvičnu ani dvůr a muselo se v ní učit na dvě směny.

## Výuka
Výuka je nastavena hlavně pro budoucí studenty vysokých škol. Na škole jsou vyučovány humanitní i přírodovědné předměty, studenti vyšších ročníků si mohou převážné zaměření upravit pomocí volitelných předmětů a seminářů, případně i nepovinných předmětů. V nabídce volitelných předmětů vychází vedení školy vstříc poptávce studentů. Na škole je povinná výuka dvou živých světových jazyků – na výběr je angličtina, němčina, francouzština, případně ruština (v rámci nepovinných či volitelných předmětů se v případě zájmu vyučuje také španělština a latina). Zaměstnán je zde i zahraniční lektor angličtiny a francouzštiny.

## Vybavení
Gymnázium poskytuje studentům možnost stravovat se ve školní jídelně, kde je na výběr ze tří pokrmů (dvě teplá jídla a salát) a polévky. Současně ve škole funguje bufet a nacházejí se zde automaty s nápoji a cukrovinkami. Budova gymnázia je vybavena dvěma počítačovými učebnami o kapacitě 28 počítačů s neomezeným připojením na internet, odbornými učebnami biologie, chemie, fyziky, hudební a výtvarné výchovy a školní knihovnou s počítači. Škola nemá vlastní tělocvičnu, v jejím objektu je však k dispozici zrekonstruované hřiště s umělým povrchem a tělocvična. Výuka tělesné výchovy probíhá v pronajatých sportovních zařízeních v okolí školy – Sokol Michle a Hamr Záběhlice.

## Studium
Studenti nově přijatí do 1. ročníku v obou cyklech se účastní úvodních seznamovacích kurzů v délce 3 – 4 dnů na přelomu srpna a září. Pro studenty 1. ročníku čtyřletého studia a sekundy i kvinty v osmiletém cyklu škola pořádá týdenní lyžařské výcvikové kurzy, případně výběrový lyžařský kurz, zpravidla v zahraničí. Studenti 3. ročníku čtyřletého cyklu a septimy v cyklu osmiletém mají možnost se zúčastnit týdenního letního sportovního kurzu (vodáckého, cyklistického nebo se zaměřením na míčové hry a turistiku). Pro zájemce jsou pořádány zájezdy do Německa, Francie, Velké Británie,  Itálie a Polska, kde studenti navštěvují místní památky, turisticky atraktivní místa a zpravidla také partnerské školy.
Škola má vlastní pěvecký sbor Campanula, který pořádá veřejná vystoupení. Před Vánocemi a nově také koncem školního roku gymnázium pořádá akademii. Současně se zdejší studenti podílí na přípravě vlastních projektů – nejvýznamnějším je filmový festival Jeden svět na Ohradní, odezva gymnázia na projekt Jeden svět na školách organizace Člověk v tísni, s níž škola dlouhodobě spolupracuje. V rámci festivalu, který se koná každým rokem před vánočními prázdninami, studenti dochází na filmové projekce, přednášky a besedy se známými osobnostmi.